# 美國海事日

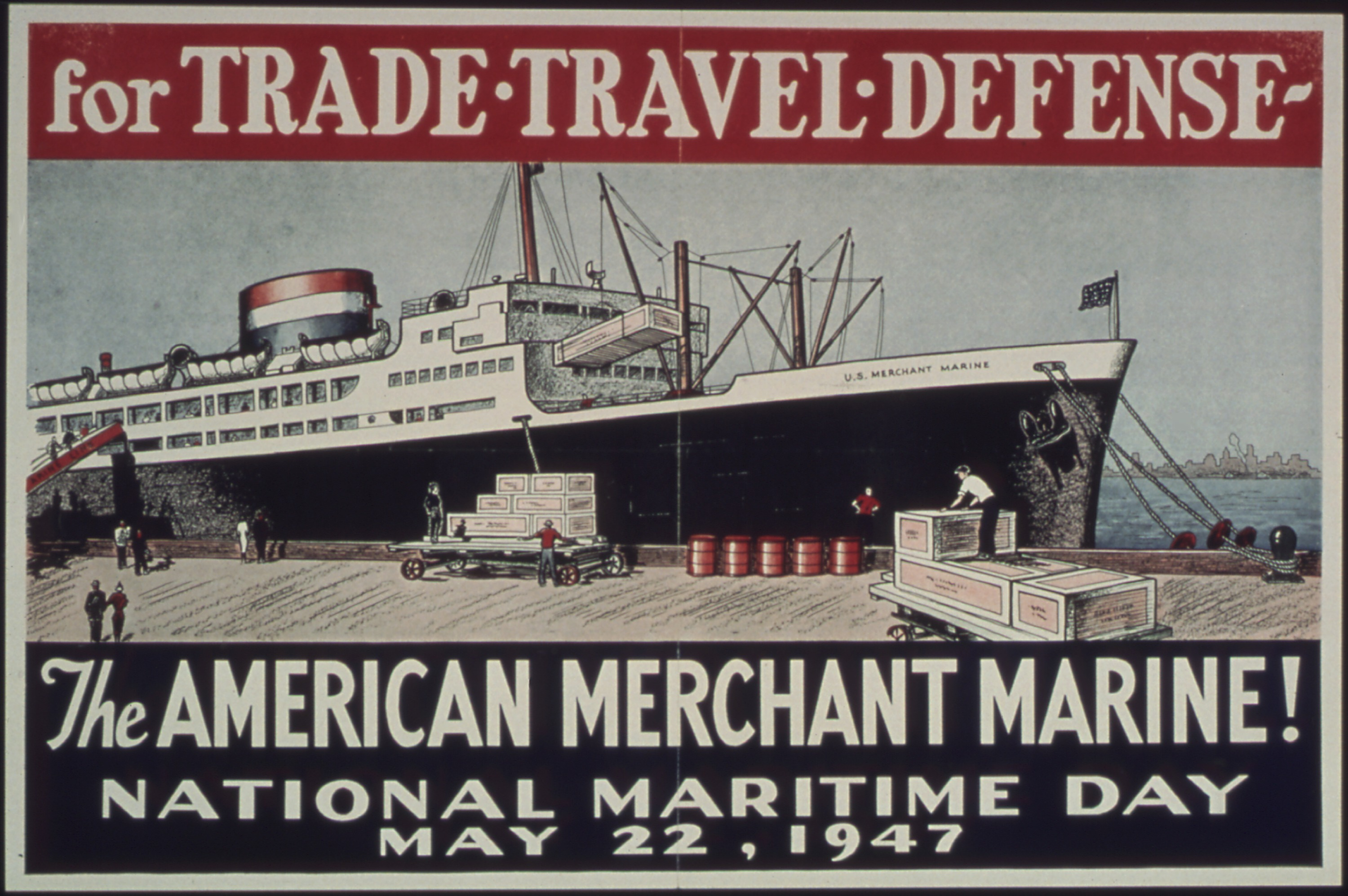
1947年美國海事日

國家海事日（英語：National Maritime Day）是美國為表彰海運業而設立的節日，於每年5月22日慶祝。1819年5月22日，美國蒸汽船薩凡納號從喬治亞州薩凡納啟航，開始首次蒸汽動力跨洋航行。美國國會於1933年5月20日設立了這個節日。
2002年5月22日，軍事海運司令部在華盛頓特區舉行悼念儀式，慶祝國家海事日。軍事海運司令部司令大衛·L·布魯爾三世海軍少將和海軍部長戈登·R·英格蘭在華盛頓海軍工廠向阿納卡斯蒂亞河敬獻了花圈，以紀念犧牲的海員。
2013年5月22日，聖地牙哥港舉辦了家庭野餐和遊船活動，西雅圖和巴爾的摩港舉辦了海事職業博覽會，並舉行傳統的紀念儀式，以此慶祝國家海事日。
2016年5月22日，巴爾的摩活動在馬里蘭州巴爾的摩坎頓海運碼頭13號碼頭的薩凡納號舉行。代表巴爾的摩第一神槍手隊（又名艾斯奎斯神槍手隊）的重演團體——0438號童子軍探險者哨所身著仿製軍服出現在現場。許多其他團體，包括商業團體、非營利團體和教育團體也來到了現場。金熊號停靠在薩凡納號旁邊，這是一艘來自加州的訓練艦，於1986年在馬里蘭州斯帕羅斯波因特附近的伯利恆鋼鐵公司建造。